# West Hammond (Nuevo México)
West Hammond es un lugar designado por el censo ubicado en el condado de San Juan en el estado estadounidense de Nuevo México. En el Censo de 2010 tenía una población de 2790 habitantes y una densidad poblacional de 142,87 personas por km².

## Geografía
West Hammond se encuentra ubicado en las coordenadas 36°41′8″N 108°2′29″O / 36.68556, -108.04139. Según la Oficina del Censo de los Estados Unidos, West Hammond tiene una superficie total de 19.53 km², de la cual 19.33 km² corresponden a tierra firme y (1.02%) 0.2 km² es agua.

## Demografía
Según el censo de 2010, había 2790 personas residiendo en West Hammond. La densidad de población era de 142,87 hab./km². De los 2790 habitantes, West Hammond estaba compuesto por el 72.83% blancos, el 0.79% eran afroamericanos, el 14.3% eran amerindios, el 0.07% eran asiáticos, el 0% eran isleños del Pacífico, el 8.71% eran de otras razas y el 3.3% pertenecían a dos o más razas. Del total de la población el 26.16% eran hispanos o latinos de cualquier raza.